# Televisa
A Televisa (teljes neve spanyolul: Grupo Televisa, Sociedad Anónima de Capital Variable,  „Televisa Csoport Részvénytársaság”, röviden Televisa, S.A. de C.V., „Televisa Rt.”) az Azcárraga család által üzemeltetett mexikói médiakonglomeriáció, Latin-Amerika első, és a világ egyik vezető spanyol nyelven sugárzó televíziós társasága. Emblémája egy vízszintes ellipszis alakú korong nyolc egymás alatti, fentről lefelé egyre szélesedő narancssárga sávval, és a közepén egy citromsárga gömbbel. A társaság honlapja szerint „az embléma az ember szemét ábrázolja, aki a televízió képernyőjén keresztül szemléli a világot”.

## Történet
A mexikói televíziózás története 1950-ben kezdődött, amikor Rómulo O’Farill vezetésével, többéves kísérletek után, megnyílt az XHTV Canal 4 nevet viselő első mexikói, egyúttal az első latin-amerikai tévéadás. 1951-ben kezdték el sugározni a baszk bevándorlók családjából származó Emilio Azcárraga Vidaurreta alapításával az XEWTV Canal 2, más néven La Voz de la América Latina desde México („Latin-Amerika Hangja Mexikóból”) nevű csatornát. Ugyanebben az évben nyitották meg a Televicentro stúdiólétesítményt a Chapultepec sugárúton, amely az új médium központja lett. 1952-ben, a latin-amerikai színes televíziózás feltalálója, Guillermo González Camarena mérnök vezetésével jött létre egy újabb, az XHGC Canal 5 azonosítót viselő csatorna. E három csatorna egyesülésével 1955-ben megalakult a Telesistema Mexicano. 1968-ban egy monterreyi cégcsoport megalapította az XHTMTV Canal 8 jelű Mexikói Független Televíziót (Televisión Independiente de México, TIM). 1972-ben Azcárraga Vidaurreta meghalt, helyére fia, Emilio Azcárraga Milmo került a vezetői székbe. 1973-ban a Telesistema Mexicano és a TIM egyesülésével jött létre a Televisión vía Satélite („Műholdas Televízió”) – röviden Televisa – a 2-es, 4-es, 5-ös és 8-as csatornák koordinálására, működtetésére és sugárzására. 1985-ben a Canal 8 megváltoztatta a nevét XEQ Canal 9-re, amely kulturális csatornának indult, majd kereskedelmivé vált. 1988 szeptemberében alapította meg a Televisa az első 24 órás spanyol nyelvű hírcsatornát, az ECO-t, amely Mexikó, az Amerikai Egyesült Államok, Közép- és Dél-Amerika, Nyugat-Európa, valamint Észak-Afrika részére sugárzott. 1997-ben a Televisa Csoport elnökségét Azcárraga Milmo halálával fia, Emilio Azcárraga Jean (Azcárraga Vidaurreta unokája) vette át. 2001-ben a Canal 9-ből Galavisión lett, a Canal 4 pedig 4TV-re változtatta a nevét.

## Jelenlegi Televisa-csatornák
Canal de las Estrellas
„A sztárok csatornája” a Televisa családi műsora. Mexikó vezető tévécsatornája, és a világ vezető spanyol nyelvű adása. Naponta sugároz az Amerikai Egyesült Államok, Kanada, Közép- és Dél-Amerika, Európa, valamint Óceánia részére. Műsora telenovellákat, híradásokat, szórakoztató- és sportműsorokat stb. tartalmaz.
4TV
Mexikóváros csatornája, az egész Valle de México (Mexikói-völgy) területén sugározzák. Többek között magazinműsorokat, külföldi sorozatokat, és filmeket sugároz.
Canal 5
Különféle műsorokat sugároz, gyermekek és felnőttek részére egyaránt.
Galavisión
A szórakoztató műfaj csatornája, amelyen mindenki megtalálja a magának valót. Profilját filmek, telenovellák, sport, sorozatok, különleges események, pankráció stb. alkotják.

## Stúdiók
A Televisa három stúdiókomplexummal rendelkezik. A Televisa San Ángel, amely az Adolfo López Mateos boulevardon található Mexikóváros Lomas de San Ángel Inn kerületében. Televisa San Ángel a legfőbb studiója a társaságnak, ugyanis rendszerint itt forgatják a csatorna telenovelláinak a beltéri jeleneteit. A Televisa Chapultepec a fő stúdió, ahol a termelés háromnegyed részét végzik; a Chapultepec sugárúton található. A harmadik a Televisa Santa Fe, amely a város Santa Fe nevű kerülete Vasco de Quiroga sugárútján helyezkedik el.

## A Televisa Csoporthoz tartozó fontosabb társaságok
- Televízió: Sky, Cablevisión, Televisa Networks
- Labdarúgás: Club América, Club Necaxa, Club San Luis, Estadio Azteca
- Kiadók: Editorial Televisa, Intermex
- Rádió: Televisa Radio
- Film: Videocine
- Videózás: Televisa Home Entertainment
- Zene: Televisa Música
- Internet: Televisa Digital (EsMás.com)
- Egyéb: Televisa Licencias, Apuestas Internacionales
- Szerződött társaságok: Univisión, EMI Music Latin America

## Vitatott dolgok

### Politikai elfogultság
Mivel a Televisa sok különböző területen van jelen a mexikói, latin-amerikai és amerikai üzleti és politikai életben, gyakran vádolják meg a televíziótársaságot elfogultsággal és hogy félrevezető híreket sugároz olyan szervezetkről, személyekről akikkel érdekellentéte van. Maga Emilio Azcarraga Milmo a Televisa 1972-1997 közötti elnöke is úgy hivatkozott magára, hogy "az Intézményes Forradalmi Párt katonája". A párt 1929 és 2000 között megszakítás nélkül volt a mindenkori mexikói kormánypárt és adta az összes mexikói elnököt ezen időszak alatt. Milmo halála után fia, Emilio Azcarraga Jean vette át a cég vezetését, aki ígéretet tett hogy megszakítja a párttal levő összes kapcsolatot. Ennek ellenére ez a mai napi számos vitát eredményez, hogy ez valóban megtörtént-e vagy sem.

### Francisco Ibarra és Emilio Maurer-ügy
1991 előtt a Televisa ellenőrzés alatt tartotta a Mexikói Labdarúgó Szövetséget, amelyben ő úgy is részt vett hogy két csapatnak is tulajdonosa volt (Club Ámerica és Necaxa).  Abban az évben a rivális Imevisión (ma TV Azteca) vette át az ellenőrzést a szövetség felette Francisco Ibarra megbízott elnökkel és Emilio Maurer titkárral. Mindketten komoly változásokat akartak véghez vinni, elsősorban a szponzori pénzek adminisztrációja miatt, amellyel számos tv-csatorna lejárató kampányt indított ellenük és végül kirúgták őket a szövetségtől. Mauert pedig letartóztatták és bebörtönözték. Egyes vélekedések szerint a hivatalban levő elnök Carlos Salinas is belevonódott az eljárásba, amit nem tudtak később sem megerősíteni.